# دانشگاه علم و فناوری چین
دانشگاه علم و فناوری چین (انگلیسی: University of Science and Technology of China) یک دانشگاه تحقیقات ملی در هفئی، آن‌هوئی، چین، و تحت سرپرستی آکادمی چینی علوم (CAS) است. این دانشگاه به همراه نه دانشگاه برتر در چین، عضوی از سی۹ لیگ می‌باشد. این دانشگاه در سپتامبر ۱۹۵۸ به وسیلهٔ CAS در پکن تأسیس گردید و با آغاز سال ۱۹۷۰ و در پی انقلاب فرهنگی چین به هفئی منتقل شد.
دانشگاه علم و فناوری چین با هدف برآورده کردن نیازهای چین در حوزهٔ اقتصاد، دفاعی، و آموزش علم و فناوری تأسیس گردید. حیطهٔ اصلی فعالیت این دانشگاه تحقیقات در حوزهٔ علم و فناوری است. به علاوه، در سال‌های اخیر، فعالیت این دانشگاه به حوزهٔ علوم انسانی و مدیریت با رویکردی علمی و مهندسی گسترش یافته است. این دانشگاه دارای ۱۲ دانشکده، ۳۰ بخش، کلاس مخصوص اعضای جوان، کلاس مخصوص برای اصلاح تدریس، دانشگاه‌های مقطع کارشناسی ارشد (هفئی، شانگهای، سوژو)، یک دانشکدهٔ نرم‌افزار، یک دانشکده آموزش شبکه‌ای، و یک دانشکدهٔ آموزش مستمر است. در سال ۲۰۱۲ نیز، مؤسسۀ فناوری پیشرفته، دانشگاه علم و فناوری چین تأسیس گردید.